# Splash and Bubbles
Splash and Bubbles je americký animovaný televizní seriál premiérově vysílaný v letech 2016–2018 na stanici PBS Kids. Pilotní díl měl premiéru dne 23. listopadu 2016 po animovaném filmu Wild Kratts: Creatures of the Deep Sea.

## Děj
Seriál Splash and Bubbles sleduje příběh mořské ryby yellowback fusiliera (ačkoli občas on a vypravěč tvrdí, že je yellowtail fusilier) a zaměřuje se na Splashe, který se usadil ve městě Reeftown poté, co se podíval po celém oceánu. Nato se spřátelil s Bubbles, břeténkou mandarín, a duem, přáteli Dunkem a Ripplem. Spolu se rozhodnou prozkoumat útes a najít nové přátele.

## Obsazení
| Postava | Originální dabing      |
| ------- | ---------------------- |
| Splash  | John Tartaglia         |
| Bubbles | Leslie Carrara-Rudolph |
| Dunk    | Raymond Carr           |
| Ripple  | Aymee Garcia           |